# 聖弗蘭西斯科德巴尼卡
19°5′N 71°41′W / 19.083°N 71.683°W
聖弗蘭西斯科德巴尼卡（西班牙語：Bánica），是多明尼加共和國的城鎮，位於該國西部，由艾利斯皮亞省負責管轄，面積265.98平方公里，海拔高度287米，2012年人口7,856，人口密度每平方公里30人。